# Dzielna (województwo śląskie)
Dzielna (niem. Dzielna) – wieś w Polsce położona w województwie śląskim, w powiecie lublinieckim, w gminie Ciasna.
W latach 1975–1998 miejscowość administracyjnie należała do województwa częstochowskiego.

## Nazwa
Według niemieckiego językoznawcy Heinricha Adamy’ego nazwa wywodzi się od polskiego określenia „dzielić”. W swoim dziele o nazwach miejscowych na Śląsku wydanym w 1888 roku we Wrocławiu jako najstarszą nazwę wymienia Dzielna podając jej znaczenie „Abgetrenntes Stück” czyli w języku polskim „Oddzielona, rozdzielona część”.
W 1936 nazistowska administracja III Rzeszy, chcąc zatrzeć polskie pochodzenie nazwy wsi, przemianowały ją na Grenzingen.